# Jack Tramiel
Jack Tramiel (ook Tramielski; Pools: Jacek Trzmiel) (Łódź, 13 december 1928 – Monte Sereno, 8 april 2012) was een Amerikaans zakenman van Pools-Joodse afkomst, die bekend is geworden als oprichter van Commodore International – de fabrikant van homecomputers als de Commodore PET, Commodore 64, Commodore 128, Commodore Amiga, en andere Commodoremodellen.

## Biografie
Tramiel werd geboren in Polen onder de naam Idek Trzmiel, als enig kind van joodse ouders.
Na de Duitse inval in Polen in 1939 werd het gezin gedwongen gehuisvest op een kamer in het joodse getto in Łódź. Tramiels vader werkte als schoenmaker en Tramiel werkte in een kledingatelier. Toen de getto's werden opgeheven, werd het gezin naar het concentratiekamp Auschwitz getransporteerd. Tramiel werd daar onderzocht door Dr. Mengele en werd ingedeeld in een werkploeg, net als zijn vader. Zijn vader en hij werden vervolgens naar het werkkamp Hannover-Ahlem gestuurd, een buitenkamp van concentratiekamp Neuengamme. Zijn moeder bleef in Auschwitz. Zoals veel andere gevangenen werd de vader van Tramiel geregistreerd als in het werkkamp overleden aan tyfus. Tramiel geloofde echter dat zijn vader werd vermoord door een injectie met benzine.
Tramiel werd in april 1945 uit het kamp bevrijd door de 84e Infantry Division van het Amerikaanse leger. Hij werkte in een keuken van het Amerikaanse leger in ruil voor voedsel, en toen hij hoorde dat zijn moeder de oorlog had overleefd en weer in Łódź woonde, bezocht hij haar. Daarna keerde hij terug naar Duitsland, waar hij trouwde met Helen Goldgrub die eveneens een concentratiekamp had overleefd.
In november 1947 emigreerde Tramiel naar de Verenigde Staten. Hij werkte als klusjesman in een lampenwinkel en nam in 1948 dienst in het Amerikaanse leger, waar hij kantoormachines leerde repareren, inclusief schrijfmachines. Dat jaar kwam ook zijn vrouw naar de Verenigde Staten.

## Commodore
Vervolgens werkte Tramiel voor een bedrijf dat schrijfmachines repareerde. In 1953 werkte hij daarnaast als taxichauffeur toen hij besloot een winkel in The Bronx te kopen waar hij kantoormachines zou repareren. Tramiel noemde zijn bedrijf Commodore Portable Typewriter. Zijn startkapitaal werd gevormd door een lening van 25.000 dollar via de U.S. Army.
Tramiel begon schrijfmachines uit Europa te importeren. Om importbeperkingen te omzeilen richtte hij in 1955 Commodore Business Machines op, gevestigd in Toronto. Tramiel zocht naar een militair aandoende naam voor zijn bedrijf, maar namen als Admiral en General waren al in gebruik. Daarom koos hij ten slotte rond 1955 voor Commodore, een naam die hij op een Hudson Commodore taxi zou hebben zien staan. (Tramiel zelf noemde in dit verband de Opel Commodore. Deze werd echter pas in 1967 op de markt gebracht.)
In 1962 ging Commodore naar de beurs. Tramiel verhuisde aan het eind van de jaren zestig naar Silicon Valley. Hij bleef hoofd van Commodore tot het midden van de jaren tachtig. Tijdens deze periode stapte Commodore over van het verkopen van rekenmachines naar homecomputers, waaronder de Commodore 64, die in 1982 werd uitgebracht.

## Tramel Technology en Atari Corporation
Op 13 januari 1984 trad Tramiel af als directeur van Commodore. Hij verliet de computerindustrie, maar keerde na korte tijd terug en richtte een nieuw bedrijf op onder de naam Tramel Technology, Ltd. (TTL) dat een homecomputer van de volgende generatie moest ontwikkelen en verkopen. Het bedrijf werd "Tramel" genoemd - en niet Tramiel opdat de naam correct zou worden uitgesproken ("tra - mel" in plaats van "tra - miel"). Het bedrijf ging op zoek naar computerbedrijven die konden worden overgenomen en er gaan geruchten dat hij heeft geprobeerd  Mindset en Amiga over te nemen, maar zijn pogingen daartoe faalden uiteindelijk. Op 3 juli 1984 nam TTL de consumentendivisie van het inmiddels noodlijdende Atari Inc. over van Warner Communications, dat in moeilijkheden was geraakt als gevolg van de crisis in de Amerikaanse game-industrie van 1983. TTL werd nu omgedoopt in Atari Corporation. Een jaar eerder had Atari een bedrag van 500.000 USD geleend aan Amiga, onder de voorwaarde dat het bedrag uiterlijk 30 juni 1984 zou moeten worden terugbetaald. Indien Amiga niet aan die verplichting kon voldoen, werd Atari volledig eigenaar van alle patenten en ontwerpen van Amiga. Wellicht rekende Jack Tramiel er op dat hij door de overname van Atari ook alle technologie van Amiga in handen zou krijgen. Doordat Amiga vlak voor de deadline een deal sloot met Commodore (waar Jack Tramiel nota bene een paar maanden eerder net afscheid van had genomen), bleef Amiga uit handen van Atari en had Jack Tramiel het nakijken. In een poging toch een Commodore-killer op de markt te brengen werden de Atari ST 520 en 1024 ontwikkeld. Hoewel deze computers qua hardware-technologie niet op konden tegen de Amiga, wisten zij toch een plek te veroveren onder meer door de toevoeging van midi-poorten, een zeer goede zwart-wit monitor, een modern grafisch window-systeem en goede marketing. 
Aan het eind van de jaren tachtig besloot Tramiel zich terug te trekken uit de dagelijkse leiding van Atari. Hij benoemde zijn zoon Sam Tramiel tot president-directeur en CEO. In 1995 kreeg Sam echter een hartaanval en keerde zijn vader weer terug om leiding te geven aan het bedrijf.
In 1996 verkocht Tramiel Atari aan de hardeschijvenfabrikant Jugi Tandon Storage in een reverse merger-deal. Het bedrijf dat zo ontstond werd JTS Corporation genoemd, en Tramiel kreeg een positie in de raad van bestuur. Kort na de overname werd het meeste personeel van Atari ontslagen en twee jaar later werden alle intellectuele eigendommen van Atari verkocht. JTS Corporation ging in 1999 failliet.
Tramiel was sinds 1947 gehuwd met Helen Goldgrub en had drie zoons. Hij overleed op 83-jarige leeftijd.